# Antoine Charles Bernard Delaitre
Antoine Charles Bernard Delaitre est un général français, né le 13 janvier 1776 à Paris et mort le 1er juillet 1838 dans cette même ville.

## Biographie

### L'armée de l'Ouest et la campagne d'Égypte
Il suit l'école militaire de Tyron. Le 15 brumaire an III (5 novembre 1794), il rejoint l'armée de l'Ouest comme aide-de-camp du général Canclaux puis en floréal an VI (mai 1798) celle d'Orient pour la campagne d'Égypte, où il sert sous Caffarelli du Falga, puis sous Kléber. Il est blessé à Saint-Jean-d'Acre en 1799. Il reçoit le grade de capitaine le 2 septembre 1799, et participe à la bataille d'Héliopolis. Après l'assassinat de Kléber, dont il est un témoin impuissant, il retourne en France à la fin de l'année 1800.

### Dans la cavalerie de la Garde: des mamelouks aux chevau-légers polonais
Le 25 germinal an X (15 avril 1802), il est nommé capitaine quartier-maître et chargé de réorganiser l'escadron des mamelouks de la Garde consulaire. Il est fait chevalier de la Légion d'honneur le 14 juin 1804. Il est engagé avec sa compagnie dans la campagne d'Allemagne et d'Autriche. À l'issue de la bataille d'Austerlitz où il participe à la défense du plateau de Pratzen, il est nommé, le 27 frimaire an XIV (18 décembre 1805), chef d'escadron et commandant des mamelouks. Le capitaine Delaitre fait la démonstration de sa réussite en culbutant à Austerlitz les chevaliers-gardes du tsar Alexandre. La satisfaction de l’Empereur est telle qu’en récompense de ce haut fait d’armes, il reçoit personnellement ses épaulettes de chef d’escadron et, événement rarissime, sa compagnie une aigle et un guidon.
À son retour en France, il est élevé à la dignité d'officier de la Légion d'honneur le 14 mars 1806. Il participe ensuite à la campagne de Prusse, puis à celle de Pologne. Le 25 décembre 1806, il est blessé par un boulet qui tue son cheval à Lopaczyn. Il s'illustre également à Eylau en 1807.
Le 6 avril 1807, Napoléon lui confie une nouvelle mission délicate à Varsovie : monter de toutes pièces et dans les délais les plus brefs un régiment de chevau-légers polonais. Il quitte la compagnie des mamelouks pour être affecté à Varsovie où il est chargé en tant que major, avec Pierre Dautancourt, de la formation du  régiment de chevau-légers polonais de la Garde. Il est fait baron de l'Empire le 28 juin 1808 et participe à la bataille de Somosierra (Espagne) puis à celle de Wagram sous les ordres du colonel Wincenty Krasiński. En 1810, il est major commandant le 1er régiment de marche de la cavalerie de la Garde impériale et participe à la seconde campagne d'Espagne.

### Campagne de Russie et Cent-Jours
Le 27 janvier 1812, il est nommé colonel du 7e régiment de chasseurs à cheval et le 26 avril 1812, il est promu général de brigade et prend la tête de la 30e brigade de cavalerie légère. Il participe à la campagne de Russie, où il est fait prisonnier au passage de la Bérézina.
Il rentre en France le 1er septembre 1814, et le roi Louis XVIII le fait chevalier de l'Ordre de Saint-Louis le 24 septembre 1814, et le désigne le 16 mars 1815 pour être employé à l'état-major général de l'armée. Lors des Cent-Jours, il se rallie à Napoléon, qui lui confie une brigade de cavalerie du 3e corps. En raison de ses blessures, il ne peut rejoindre son affectation et reste employé à l'organisation des gardes nationales actives dans le département de la Marne.

### Au service du roi
Au mois d'août 1815, il est mis en non activité, et en 1816 et 1817, il remplit les fonctions d'inspecteur d'infanterie, de la cavalerie et de la gendarmerie. Le 18 mai 1817, il est confirmé dans le titre de baron héréditaire. Il est fait commandeur de la Légion d'honneur le 18 mai 1820. Le 8 septembre 1830, il obtient le commandement de l'école royale de cavalerie de Saumur. Il est nommé général de division le 27 février 1831. Placé en disponibilité, il inspecte la gendarmerie dans les 4e, 12e et 13e divisions militaires en 1832. Le 24 février 1834, il est envoyé dans les départements de l'ouest pour y organiser le corps de gendarmerie de nouvelle levée, et il reprend en juin 1834, ses fonctions d'inspecteur qu'il exerce jusqu'en 1838.

## Famille
Il est le fils de Bernard, né à Metz le 2 mars 1732, assassiné le 26 octobre 1792, conseiller-secrétaire du roi, directeur des Fermes du Roi et directeur général des octrois de Paris, et d’Élisabeth Raymond, mariés le 26 avril 1774 à Woippy.
Il est le petit fils de Jean Étienne  (1701-1783), greffier de la juridiction de la marque des fers, marié le 18 juillet 1730, Metz (Sainte-Croix) (Moselle), avec Anne Bertrand.
Il est l' arrière petit fils d'Étienne Delaitre (1676-1759) secrétaire du Gouverneur militaire de Metz et de Marguerite Menard.
Il a deux frères et une sœur :
- Jean-François-Marie Delaître, préfet d'Eure-et-Loir, et de Seine-et-Oise puis député de Seine-et-Oise et de la Seine(1815-octobre 1816-1820-1821-24).Conseiller d' État en 1831.Baron (LP 31 janvier 1810 confirmé par LP du 2 août 1817.
- Bernard Jean Étienne Delaître, préfet de l'Eure et député de la Seine(22 août 1815). Maître des requêtes au conseil d' État (3 octobre 1817).Gentilhomme honoraire de la chambre du roi. Maintien de noblesse comme fils d'un secrétaire du roi ( LP 8 février 1817) Vicomte (LP 16 avril 1825).
- Thérèse Élisabeth (1781-1821), religieuse de la visitation (visitandine décédée le 25 octobre 1821).

Le 18 novembre 1807, Charles Delaitre épouse Jeanne Joséphine Antoinette Sontag (23/06/1789-15/04/1832) dont sont issus 2 enfants :
- Joseph Charles Bernard, né le 31 octobre 1808, consul de France à Gibraltar. Décès à Santader en 1847.
- François Marie Gilbert, né le  21 août 1810, décès le 27 janvier 1880, lieutenant au 2e régiment d'artillerie[6];époux, le 29 mai 1843, de louise-aline de Chateaubodeau(née le 11/ 07 /1820)

## Sources
- Dictionnaire Napoléon et La Garde Impériale d'Alain Pigeard.
- (en) « Generals Who Served in the French Army during the Period 1789 - 1814: Eberle to Exelmans »
- Thierry Pouliquen, « Les généraux français et étrangers ayant servis [sic] dans la Grande Armée » (consulté le 16 août 2013)
- Cote LH/698/40 base Léonore
- A. Lievyns, Jean Maurice Verdot, Pierre Bégat, Fastes de la Légion-d'honneur, biographie de tous les décorés accompagnée de l'histoire législative et réglementaire de l'ordre, Tome 5, Bureau de l’administration, 1847, 575 p. (lire en ligne), p. 135.
- Fabrice Delaître, Baron Charles Delaitre, général d'Empire : Cavalier de la garde des Mameloucks aux Lanciers de Berg, Sceaux, L'esprit du livre, 2008 (ISBN 978-2-915960-33-4, BNF 41404742)